# Red Rock Canyon
Le Red Rock Canyon est protégé par la Red Rock Canyon National Conservation Area depuis 1990.  Il est situé à 20 km à l'ouest de Las Vegas dans l'État du Nevada, au sud-ouest des États-Unis. 

## Description
Il appartient au milieu aride du désert des Mojaves. Red Rock Canyon présente une succession de parois de grès rouge dont la plus haute mesure 1 000 mètres de haut. Son point culminant est Bridge Mountain. Les pétroglyphes, ses signes et ses dessins gravés dans les rochers, révèlent une occupation préhistorique du site par les Amérindiens. La réserve reçoit chaque année plus d'un million de visiteurs.

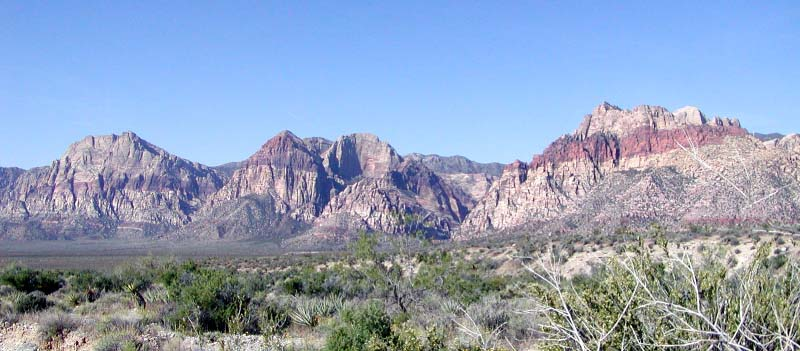
Red Rock Canyon
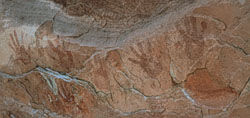
Pétroglyphes dans le Red Rock Canyon
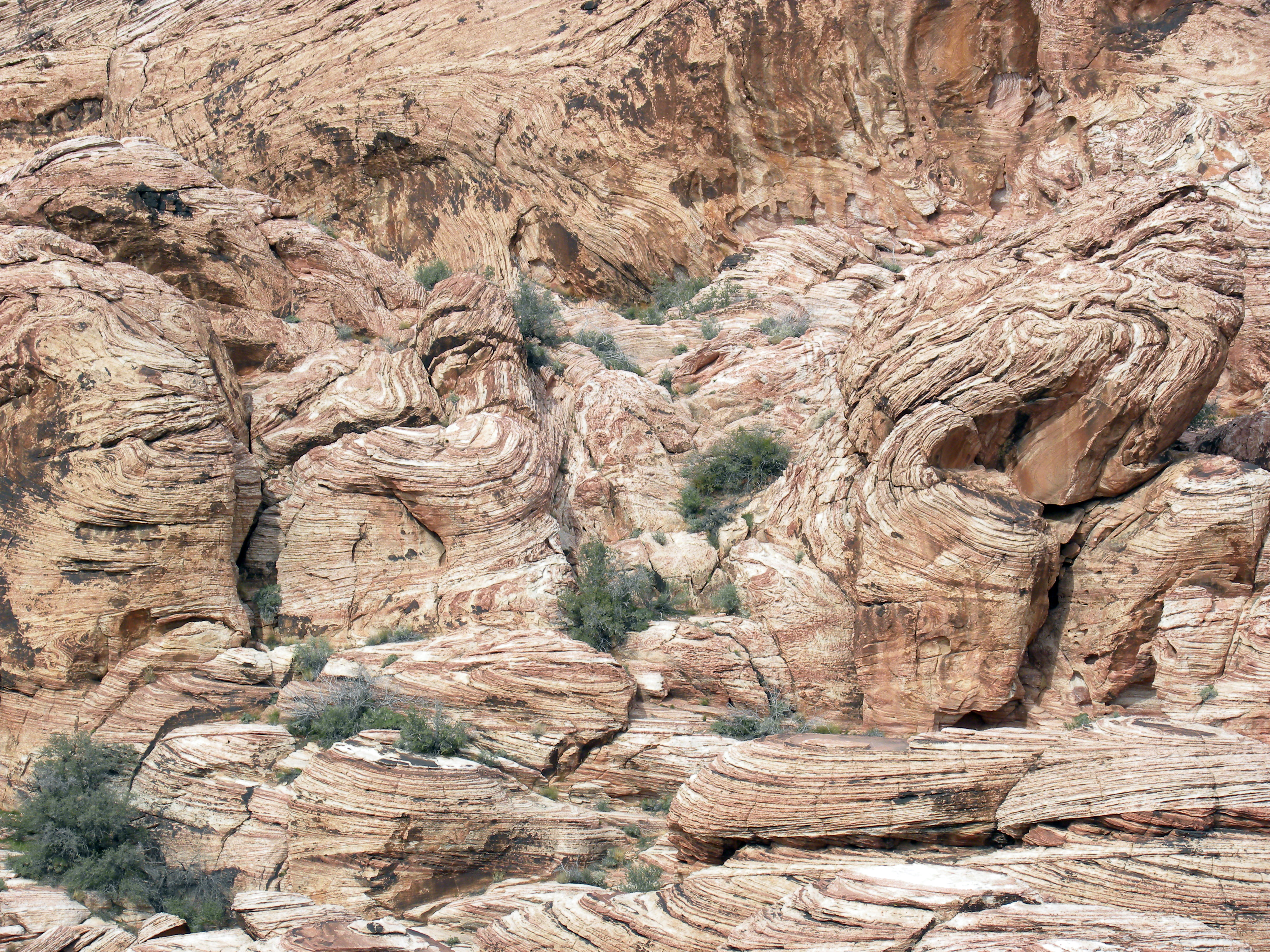
Aztec Sandstone
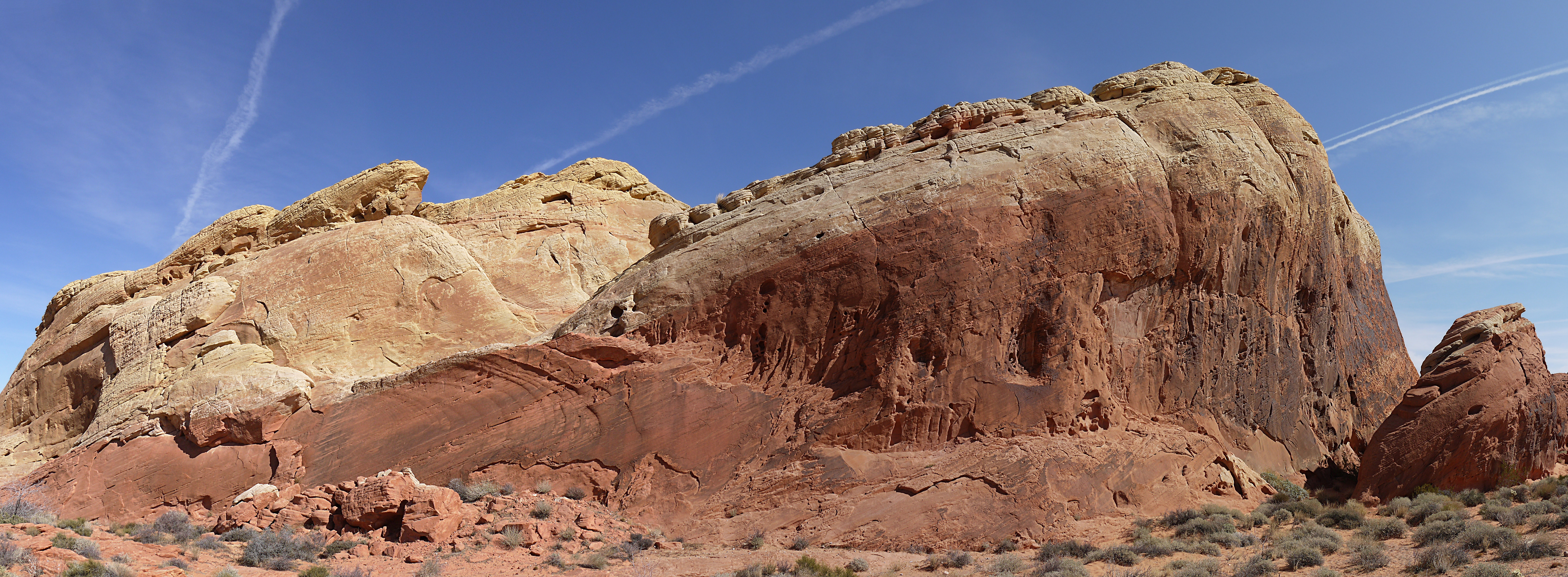
Aztec Sandstone encore

## Faune
La faune du Red Rock Canyon est représentative du désert des Mojaves. Les spécialistes ont pu identifier plus de cent espèces d'oiseaux :
- Rapaces : aigle royal, buse à queue rousse, épervier de Cooper trouvent des températures fraîches en altitude et se nourrissent de petits rongeurs.
- La pie-grièche migratrice se sert des épines des cactus pour piquer leurs proies; le troglodyte des cactus fait son nid dans les cactus.
- Le grand géocoucou se nourrit de lézards, de serpents, d'insectes et d'écureuils.
- Le tohi à flancs roux (Pipilo erythrophthalmus) peut être observé sur les chênes et dans les arbustes du parc ; il mange des graines, des insectes et des baies. La tourterelle triste (Zenaida macroura) a besoin de boire tous les jours : on peut la voir près des sources d'eau. Le martinet à gorge blanche (Aeronautes saxatalis) survole fréquemment les étangs, les canyons et les mares. Le colin de Gambel vit dans des fourrés.

Reptiles et amphibiens :
- Tortue du désert
- Ambystoma tigrinum
- Crapaud de Woodhouse
- Spea intermontana
- Anaxyrus nelsoni
- Anaxyrus microscaphus
- Anaxyrus punctatus
- Anaxyrus cognatus
- Rainette du Pacifique
- Ouaouaron
- Grenouille léopard ssp fisheri
- Apalone spinifera ssp emoryi
- Coleonyx variegatus ssp variegatus et ssp utahensis
- Dipsosaurus dorsalis
- Chuckwalla
- Crotaphytus collaris
- Gambelia wislizenii ssp wislizenii
- Sceloporus magister ssp uniformis
- Sceloporus occidentalis ssp biseriatus
- Sceloporus graciosus ssp graciosus
- Callisaurus draconoides
- Uta stansburiana
- Urosaurus graciosus
- Urosaurus ornatus
- Phrynosoma platyrhinos ssp platyrhinos et ssp calidiarum
- Xantusia vigilis
- Plestiodon skiltonianus ssp utahensis
- Plestiodon gilberti ssp rubricaudatus
- Cnemidophorus tigris ssp tigris
- Monstre de Gila
- Leptotyphlops humilis
- Diadophis punctatus ssp regalis
- Phyllorhynchus decurtatus
- Lampropeltis getula ssp californiae
- Coluber constrictor
- Masticophis flagellum ssp piceus
- Masticophis taeniatus ssp taeniatus
- Salvadora hexalepis ssp mojavensis
- Arizona elegans ssp eburnata et ssp candida
- Pituophis catenifer ssp deserticola
- Rhinocheilus lecontei ssp lecontei
- Thamnophis elegans ssp vagrans
- Sonora semiannulata
- Chionactis occipitalis ssp occipitalis et ssp talpina
- Tantilla hobartsmithi
- Trimorphodon biscutatus ssp lambda
- Hypsiglena torquata
- Crotalus atrox
- Crotalus oreganus ssp lutosus
- Crotalus mitchelli ssp pyrrhys et ssp stephensi

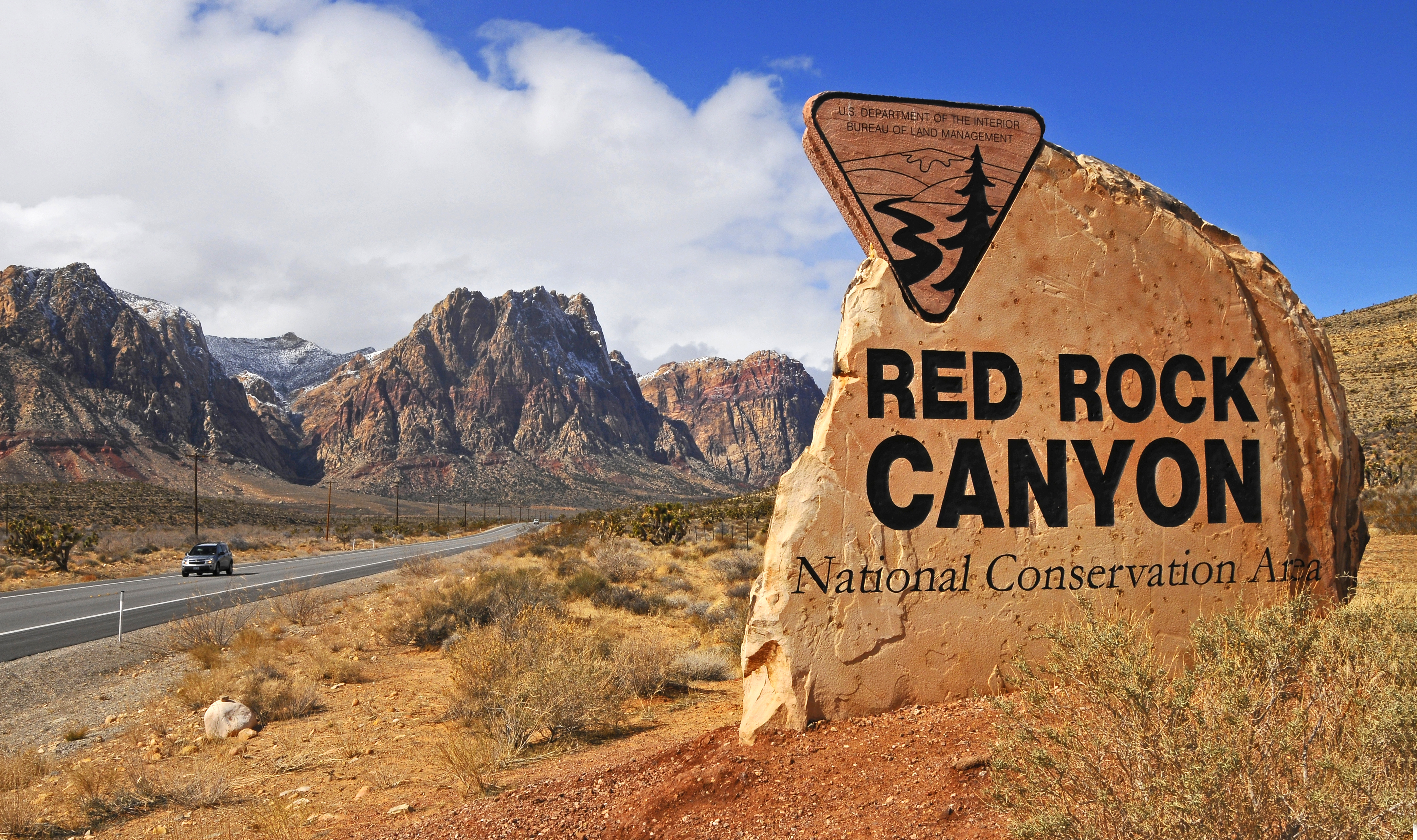
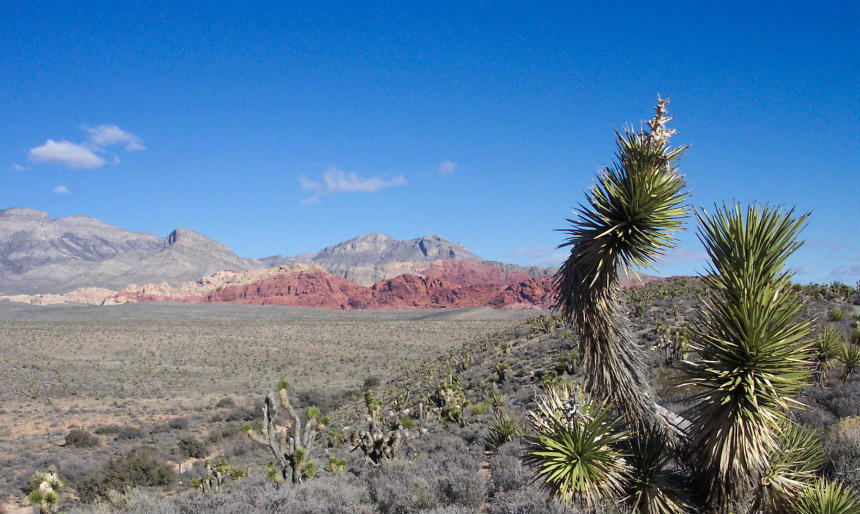
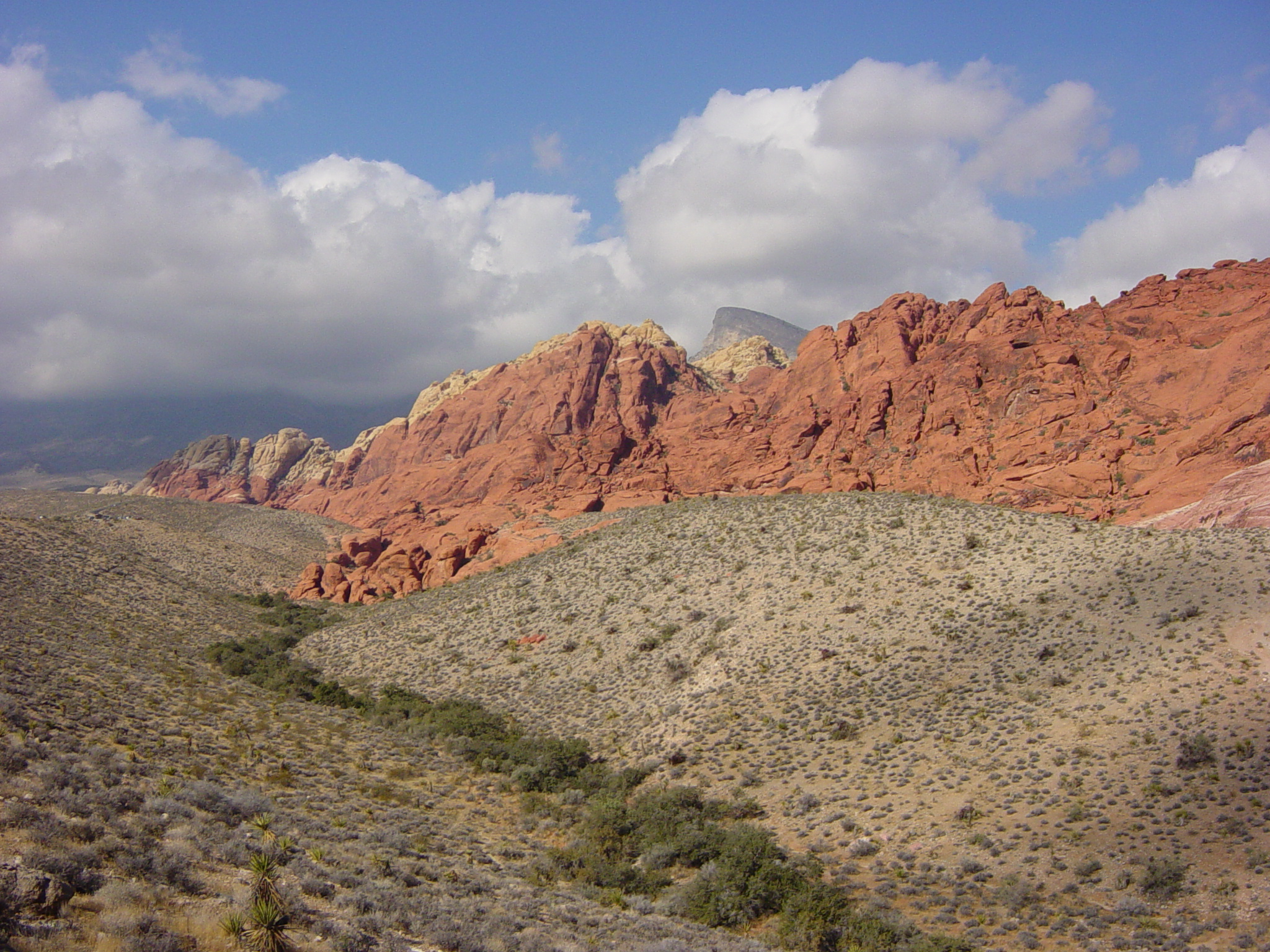
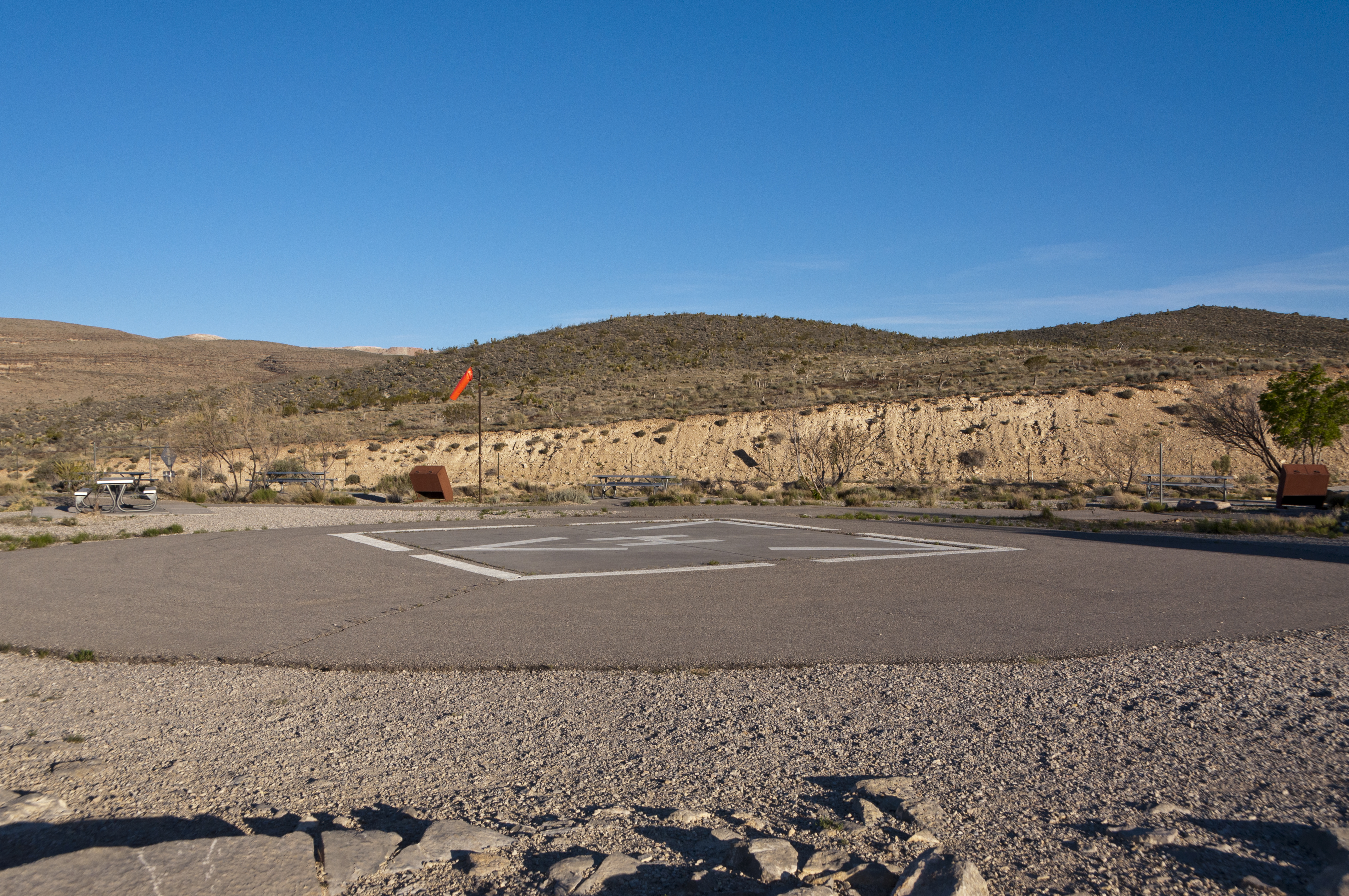

- Crotalus scutulatus
- Crotalus cerastes ssp cerastes

## Dans la culture populaire
De nombreux western de série B ont été tournés à Red Rock Canyon dans les années 1930 et 1940.
Red Rock Canyon est un endroit visitable dans le jeu vidéo Fallout: New Vegas. Une des factions du jeu, les Grands Khans, y ont élu domicile.